# Финска на Европском првенству у атлетици на отвореном 2014.
Финска је учествовала на Европском првенству у атлетици на отвореном 2014. одржаном у Цириху од 12. до 17. августа. Ово је било двадесет друго европско првенство на отвореном на којем је Финска учествовала, односно учествовала је на свим првенствима одржаним до данас. Репрезентацију Финске представљало је 36 спортиста (19. мушкараца и 17. жена) који су се такмичили у 23. дисциплине.
У укупном пласману Финска је са две освојене медаље (златна и бронзана) делила 13. место са Хрватском и Мађарском. Обе медаље освојене су у мушкој конкуренцији где је заузела 7. место.
У табели успешности (према броју и пласману такмичара који су учествовали у финалним такмичењима (првих 8 такмичара)) Финска је са девет учесника у финалу заузела 13 место са 30 бодова, од 34 земље које су имале представнике у финалу. На првенству је учествовало 50 земаља чланица ЕАА.
| Пл. | Земља  | 1. место | 2. место | 3. место | 4. место | 5. место | 6. место | 7. место | 8. место | Бр. фин. | Бодови |
| --- | ------ | -------- | -------- | -------- | -------- | -------- | -------- | -------- | -------- | -------- | ------ |
| 13. | Финска | 1-8      | -        | 1-6      | 1-5      | -        | 1-3      | 3-6      | 2-2      | 9        | 30     |

На такмичењу је оборен један национални (400 м препоне) и 9 личних рекорда.

## Учесници
| Дисциплина                       | Спортисти                                                   | Спортисти                                                    |
| Дисциплина                       | Мушкарци                                                    | Жене                                                         |
| -------------------------------- | ----------------------------------------------------------- | ------------------------------------------------------------ |
| 100 м                            | Ету Рантала                                                 | Хана-Мари Латвала                                            |
| 200 м                            | Јонатан Остранд                                             | Хана-Мари Латвала²                                           |
| 400 м                            | —                                                           | Катри Мустола                                                |
| 100 м препоне                    | —                                                           | Матилда Богданоф Ида Ајданпе Норалота Незири                 |
| 110 м препоне                    | Јуси Канерво Арту Хирворен                                  | —                                                            |
| 400 м препоне                    | Јуси Канерво² Оскари Мере                                   | —                                                            |
| 3.000 м препреке                 | Јане Уконманахо Јука Кескисало                              | Јохана Лехтинен Сандра Ериксон                               |
| 50 км ходање Veli-Matti Partanen | Јарко Кинунен Вели-Мати Партанен                            | —                                                            |
| 4 x 100 м                        | Ету Рантала² Вили Милимеки Јонатан Остранд² Хану Хемелајнен | Милја Туресон Хана-Мари Латвала² Мина Лаука Норалота Незири² |
| 4 x 400 м                        | —                                                           | Катри Мустола² Ела Ресенен Сана Антонен Анина Лајтинен       |

| Дисциплина     | Спортисти                                  | Спортисти                     |
| Дисциплина     | Мушкарци                                   | Жене                          |
| -------------- | ------------------------------------------ | ----------------------------- |
| Скок увис      | Јуси Вита                                  | —                             |
| Скок мотком    | ——                                         | Мина Никанем                  |
| Троскок        | Алекси Таментије                           | —                             |
| Бацање кугле   | Арту Кангас                                |                               |
| Бацање диска   | —                                          | Катри Ирвонен Сана Кемерејнен |
| Бацање кладива | Давид Содерберг Туомас Сепенен             | Мерја Корпела                 |
| Бацање копља   | Теро Пикемеки Анти Русканен Ласи Етелетало | Она Сурмунен                  |

## Освајачи медаља

### Злато (1)
- Анти Русканен — бацање копља

### Бронза (1)
- Теро Пикемеки — бацање копља

## Резултати

### Мушкарци
| Атлетичар                                                   | Дисциплина     | Лични рекорд | Квалификације | Квалификације | Полуфинале           | Полуфинале           | Финале                | Финале       | Детаљи |
| Атлетичар                                                   | Дисциплина     | Лични рекорд | Резултат      | Место         | Резултат             | Место                | Резултат              | Место        | Детаљи |
| ----------------------------------------------------------- | -------------- | ------------ | ------------- | ------------- | -------------------- | -------------------- | --------------------- | ------------ | ------ |
| Ету Рантала                                                 | 100 м          | 10,30        | 10,36 КВ      | 4. у гр. 1    | 10,54                | 7. у гр. 2           | Није се квалификовао  | 21 / 36 (37) |        |
| Јонатан Остранд                                             | 200 м          | 20,50        | 21,03         | 6. у гр. 4    | Није се квалификовао | Није се квалификовао | Није се квалификовао  | 21 / 31 (32) |        |
| Арту Хирвонен                                               | 110 м препоне  | 13,90        | 13,87 ЛР      | 7. у гр. 1    | Није се квалификовао | Није се квалификовао | Није се квалификовао  | 25 / 30 (32) |        |
| Јуси Каневро                                                | 110 м препоне  | 13,88        | НС            | НС            | НС                   | НС                   | НС                    | НС           |        |
| Јуси Каневро                                                | 400 м препоне  | 50,67        | 50,45 ЛР      | 6. у гр. 1 кв | НС                   | НС                   | НС                    | НС           |        |
| Оскари Мере                                                 | 400 м препоне  | 50,33        | 49,98 ЛР      | 4. у гр. 4 КВ | 49,08 НР             | 4. у гр. 3 кв        | 50,14                 | 8 / 35 (36)  |        |
| Јарко Кинунен                                               | 50 км ходање   | 3:46:25      |               |               |                      |                      | 3:48:49               | 11 / 26 (35) |        |
| Вели-Мати Партанен                                          | 50 км ходање   | 3:54:54      | 3:52:58 ЛР    | 18 / 26 (35)  |                      |                      |                       |              |        |
| Ету Рантала² Вили Милимеки Јонатан Остранд² Хану Хемелајнен | 4 х 100 м      | 39,29 НР     | 39,47 НРС     | 6. у гр. 1    |                      |                      | Нису се квалификовали | 11 / 13 (16) |        |
| Јуси Вита                                                   | Скок увис      | 2,26         | 2,19          | 7. у гр. Б    | Није се квалификовао | 15 / 23              |                       |              |        |
| Алекси Таментије                                            | Троскок        | 16,61        | 15,83         | 10. у гр. Б   | Није се квалификовао | 21 / 21 (23)         |                       |              |        |
| Арту Кангас                                                 | Бацање кугле   | 19,74        | 19,07         | 10. у гр. А   | Није се квалификовао | 21 / 22 (23)         |                       |              |        |
| Туомас Сепенен                                              | Бацање кладива | 75,31        | 74,37         | 6. у гр. А кв | 73,70                | 12 / 21 (22)         |                       |              |        |
| Давид Содерберг                                             | Бацање кладива | 78,83        | 75,83         | 3. у гр. Б КВ | 76,55                | 8 / 21 (22)          |                       |              |        |
| Теро Пикемеки                                               | Бацање копља   | 91,53        | 81,48         | 2. у гр. Б КВ | 84,40                |                      |                       |              |        |
| Анти Русканен                                               | Бацање копља   | 87,79        | 83,76         | 1. у гр. Б кв | 88,01 ЕРС, ЛР        |                      |                       |              |        |
| Ласи Етелетало                                              | Бацање копља   | 84,98        | 78,22         | 5. у гр. А кв | 83,16                | 4 / 30 (32)          |                       |              |        |

- Такмичари штафете означени бројем су учествовали у још неким дисциплинама.

### Жене
| Атлетичарка                                                   | Дисциплина       | Лични рекорд | Квалификације | Квалификације  | Полуфинале            | Полуфинале            | Финале                | Финале        | Детаљи |
| Атлетичарка                                                   | Дисциплина       | Лични рекорд | Резултат      | Место          | Резултат              | Место                 | Резултат              | Место         | Детаљи |
| ------------------------------------------------------------- | ---------------- | ------------ | ------------- | -------------- | --------------------- | --------------------- | --------------------- | ------------- | ------ |
| Хана-Мари Латвала                                             | 100 м            | 11,36        | 11,30 ЛР      | 3. у гр. 3 КВ  | 11,57                 | 7. у гр. 2            | Нису се квалификовала | 22 / 36 (37)  |        |
| Хана-Мари Латвала                                             | 200 м            | 22,98        | 23,13 ЛРС     | 3. у гр. 5 КВ  | 22,98 =ЛР             | 3 у пф. 1. кв         | 23,48                 | 7 / 34 (35)   |        |
| Катри Мустола                                                 | 400 м            | 53,20        | 53,41         | 6. у гр. 3     | Није се квалификовао  | Није се квалификовао  | Није се квалификовао  | 22 / 29       |        |
| Матилда Богданоф                                              | 100 м препоне    | 13,12        | 13,39         | 5. у гр. 1     | Није се квалификовала | Није се квалификовала | Није се квалификовала | 30 / 30 (31)  |        |
| Ида Ајданпе                                                   | 100 м препоне    | 13,08        | 13,26         | 5. у гр. 3     | Није се квалификовала | Није се квалификовала | Није се квалификовала | 24 / 30 (31)  |        |
| Норалота Незири                                               | 100 м препоне    | 12,98 НР     | 13,17         | 5. у гр. 4     | Није се квалификовала | Није се квалификовала | Није се квалификовала | =17 / 30 (31) |        |
| Сандра Ериксон                                                | 3.000 м препреке | 9:24,70      | 9:50,00       | 4. у гр. 1 КВ  |                       |                       | 9:47,95               | 9 / 21 (22)   |        |
| Јохана Лехтинен                                               | 3.000 м препреке | 9:40,28      | 9:53,86       | 7. у гр. 2 кв  | 9:54,90               | 11 / 21 (22)          |                       |               |        |
| Milja Thureson Хана-Мари Латвала² Мина Лаука Норалота Незири² | 4 х 100 м        | 43,37 НР     | 44.22         | 7. у гр. 1     | Није се квалификовала | 11 / 15 (16)          |                       |               |        |
| Катри Мустола² Ела Ресенен Сана Антонен Анина Лајтинен        | 4 х 400 м        | 3:25,7 НР    | 3:36,47       | 1. у гр. 2 КВ  | Није се квалификовала | 12 / 16               |                       |               |        |
| Мина Никанем                                                  | Скок мотком      | 4,51 НР      | 4,45          | =1. у гр Б. кв | 4,35                  | =7 / 27 (29)          |                       |               |        |
| Катри Ирвонен                                                 | Бацање диска     | 57,44        | 50,93         | 10. у гр. А    | Није се квалификовала | 19 / 27 (29)          |                       |               |        |
| Сана Кемерејнен                                               | Бацање диска     | 59,38        | 54,64         | 6. у гр. Б кв  | 60,52 ЛР              | 7 / 27 (29)           |                       |               |        |
| Мерја Корпела                                                 | Бацање кладива   | 69,56        | 63,71         | 9. у гр. Б     | Није се квалификовала | 18 / 22 (25)          |                       |               |        |
| Она Сурмунен                                                  | Бацање копља     | 60,56        | 51,46         | 11. у гр. А    | Није се квалификовала | 22 / 22               |                       |               |        |